# Anton Rehaag

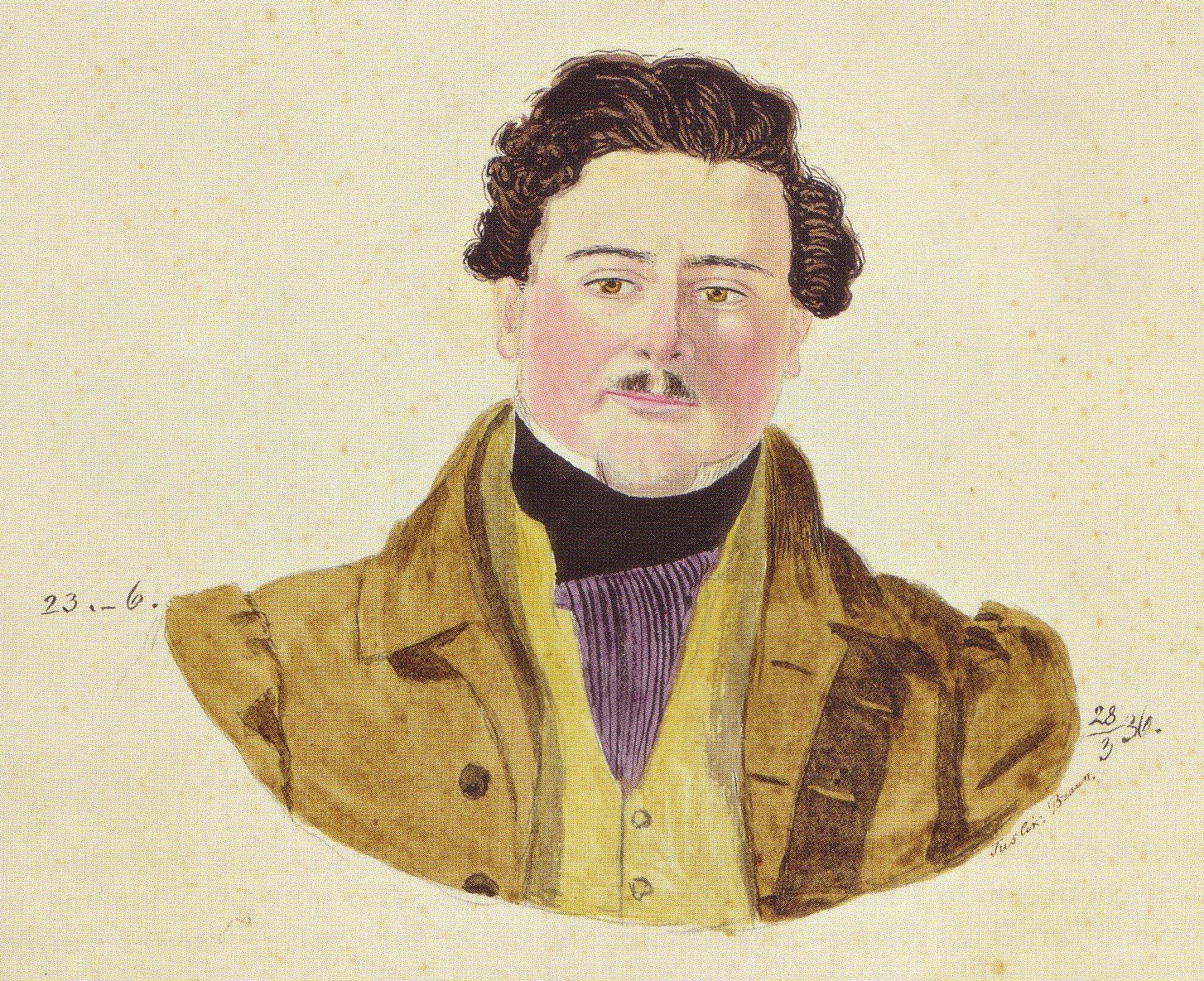
Anton Rehaag (Schmiedeberg, 1836)

Anton Rehaag (* 10. August 1812 in Arnsdorf bei Wormditt; † 29. Juli 1860 in Lichtenau, Kreis Braunsberg, Ostpreußen) war ein deutscher Priester, Abgeordneter und Gutsbesitzer in Ostpreußen.

## Leben
Rehaag besuchte das Königliche Gymnasium in Braunsberg. Nach dem Abitur immatrikulierte er sich Ostern 1832 an der Albertus-Universität Königsberg für Medizin. Als Katholik aus dem Ermland schloss er sich der Corpslandsmannschaft Baltia an. In den Blättern der Erinnerung hat Wilhelm Schmiedeberg ihn der Nachwelt erhalten. Rehaag brach das Studium ab und ging auf das Lyceum Hosianum in Braunsberg über. Nach der Priesterweihe (1839) wurde er Kaplan im westpreußischen Marienburg. Als das Corps Masovia die Baltia am 27. Oktober 1840 übernahm, wurde Rehaag Masurenphilister. Im Januar 1842 kam er als Vikar nach Königsberg i. Pr. 1849 wurde er in Lichtenau als Pfarrer inauguriert. Dort starb er mit 48 Jahren. Rehaag besaß das Gut Arendsdorf/Arnsdorf. 1862/63, in der 7. Legislaturperiode, vertrat er den Wahlkreis Königsberg 5 im Preußischen Abgeordnetenhaus. Dort gehörte er zur Fraktion Zentrum.